# Renage
Renage est une commune française située dans le département de l'Isère, en région Auvergne-Rhône-Alpes.
La commune, qui se situe également dans l'unité urbaine de Grenoble, ville dont elle est distante d'environ une trentaine de kilomètres, est adhérente à la communauté de communes de Bièvre Est dont le siège est fixé à Colombe.
Ses habitants sont dénommés les Renageois.

## Géographie

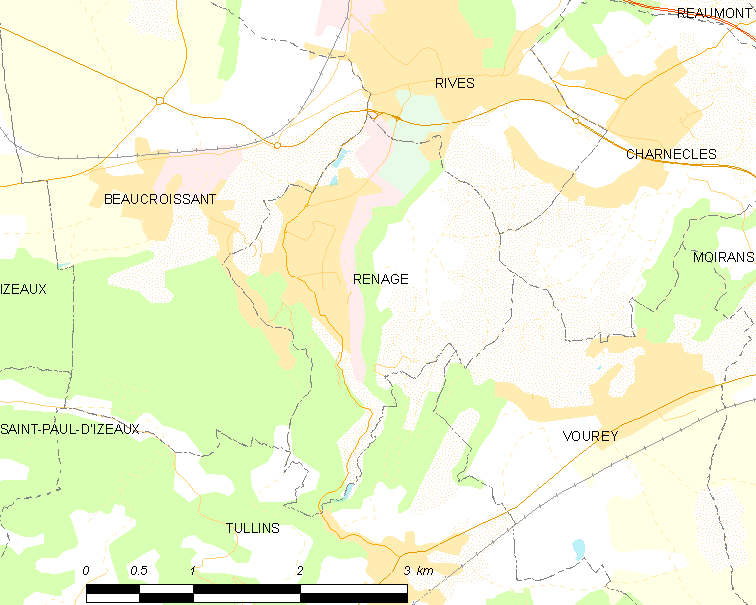
Carte de la commune de Renage et des communes limitrophes.

### Localisation et situation
Située à l'est de la plaine de Bièvre et donc approximativement dans le centre du département de l'Isère, en région Auvergne-Rhône-Alpes, la commune de Renage s'étend de part et d'autre de la Fure, émissaire du lac de Paladru, située plus au nord.
 À l'écart des routes à grande circulation, le bourg de Renage est séparé du territoire de la commune voisine de Rives par l'ancienne route nationale 85.
Le centre-ville (mairie de Rénage) se situe (par la route) à 80 km du centre de Lyon, préfecture de la région Auvergne-Rhône-Alpes et à 33 km de Grenoble, préfecture du département de l'Isère, ainsi qu'à 292 km de Marseille et 550 km de Paris.

### Géologie

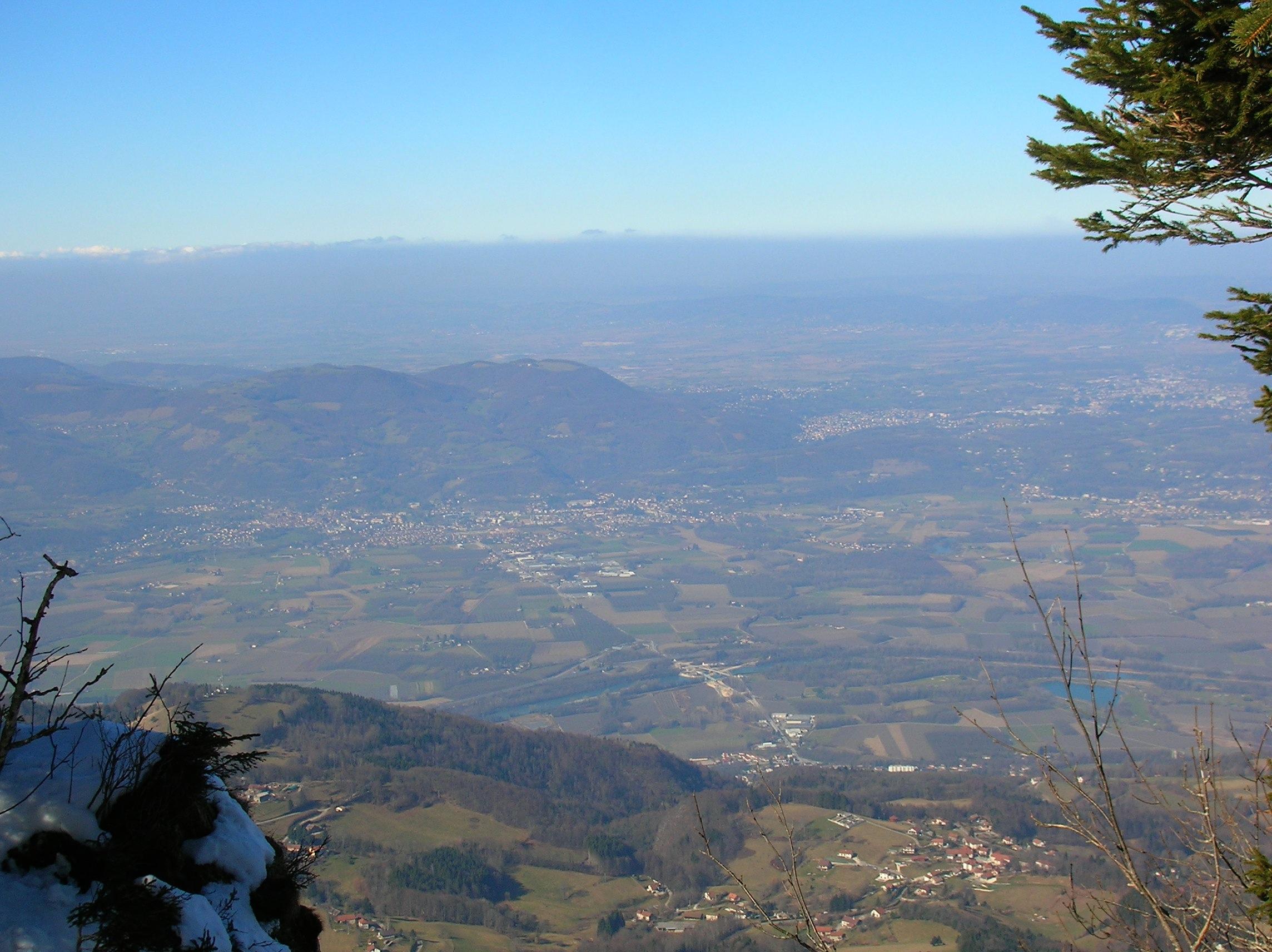
Renage est située dans la partie droite de la photo

Le territoire communal est situé en grande partie dans la vallée de la Fure, émissaire du lac de Paladru et sous affluent de l'Isère, à peu près au milieu de son cours.
Cette rivière a la particularité d'entailler (dans la partie méridionale du territoire) de façon assez profonde les formations quaternaires glaciaires et interglaciaires recouvertes par des formations de molasse gréso-sableuse du Vindobonien et du Burdigalien. Cette gorge, dont la pente est assez rapide est entourée de plateaux.
Selon, Jean Sarrot-Reynauld, de la Revue de géologie alpine, la partie haute du versant occidental du plateau, surplombant cette vallée, héberge le village de Renage qui repose sur les restes de bourrelets morainiques würmien du « stade de Rives-Beaucroissant ». La colline de Parménie située à l'ouest du village (mais située sur le territoire de Beaucroissant), et qui s'élève à l'altitude de 748 mètres constitue d'ailleurs un paléorelief miocène typique.

### Communes limitrophes
|               | Rives   |            |
| Beaucroissant | Renage  | Charnècles |
|               | Tullins | Vourey     |

### Climat
Pour des articles plus généraux, voir Climat d'Auvergne-Rhône-Alpes et Climat de l'Isère.
En 2010, le climat de la commune est de type climat des marges montargnardes, selon une étude du Centre national de la recherche scientifique s'appuyant sur une série de données couvrant la période 1971-2000. En 2020, Météo-France publie une typologie des climats de la France métropolitaine dans laquelle la commune est exposée à un climat de montagne ou de marges de montagne et est dans la région climatique  Alpes du nord, caractérisée par une pluviométrie annuelle de 1 200 à 1 500 mm, irrégulièrement répartie en été. 
Pour la période 1971-2000, la température annuelle moyenne est de 11,2 °C, avec une amplitude thermique annuelle de 18,2 °C. Le cumul annuel moyen de précipitations est de 1 156 mm, avec 9,7 jours de précipitations en janvier et 6,8 jours en juillet. Pour la période 1991-2020, la température moyenne annuelle observée sur la station météorologique de Météo-France la plus proche, « Coublevie », sur la commune de Coublevie à 11 km à vol d'oiseau, est de 13,0 °C et le cumul annuel moyen de précipitations est de 1 121,0 mm,. Pour l'avenir, les paramètres climatiques de la commune estimés pour 2050 selon différents scénarios d'émission de gaz à effet de serre sont consultables sur un site dédié publié par Météo-France en novembre 2022.

### Hydrographie

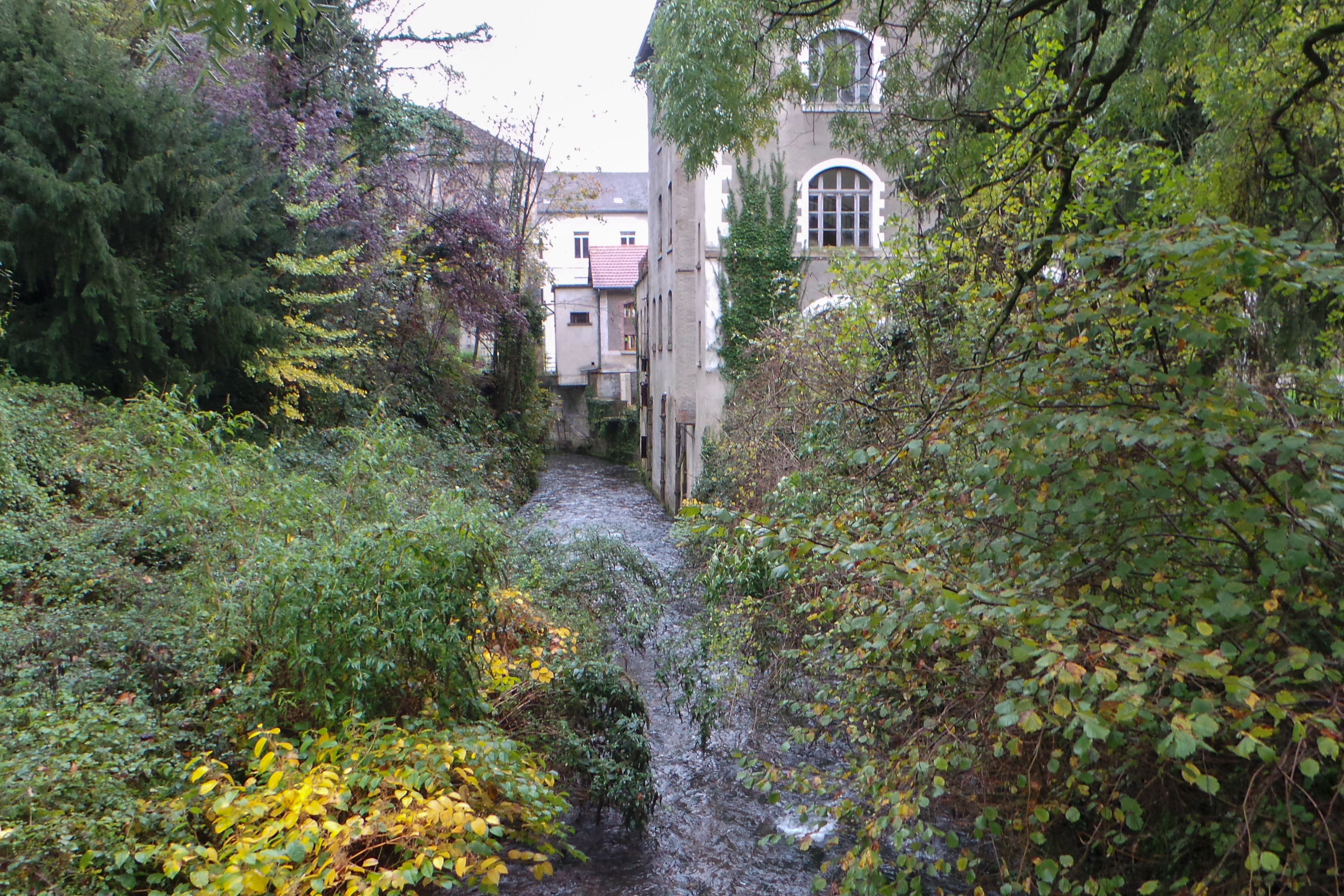
La Fure traversant la Grande Fabrique.

Le territoire de Renage est traversé par la Fure, d'une longueur de 25 kilomètres et émissaire du lac de Paladru, étendue d'eau située à une dizaine de kilomètres au nord de la commune. Son débit est également de type torrentiel et peut présenter de fortes variations et des crues parfois violentes.
La commune comprend également quelques étangs situés au nord du bourg, près du hameau du Plan.

### Voies de communication et transports

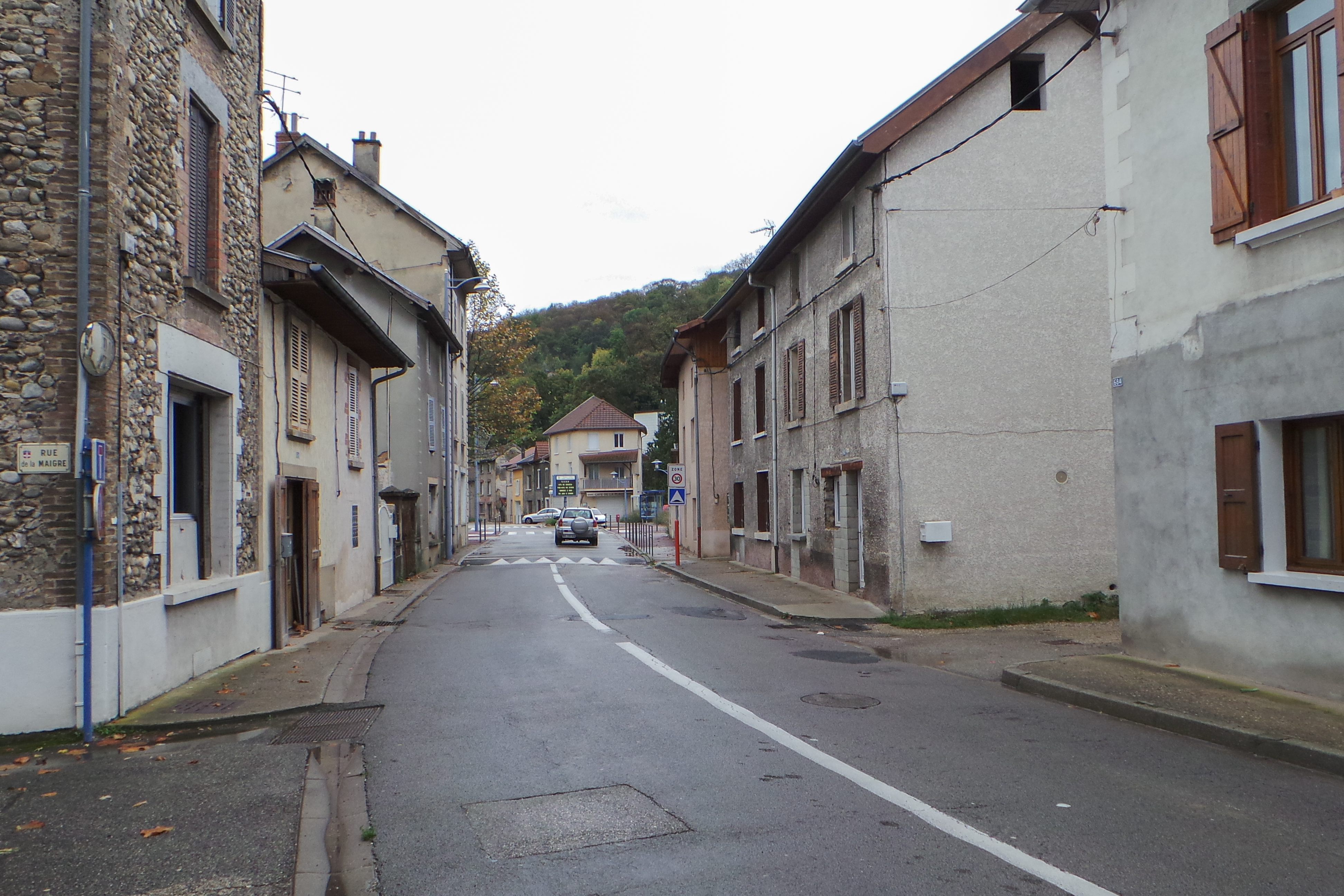
La RD45 dans la traversée de Renage (rue de la République)

#### Voies routières
L'ancienne route nationale 85 ou « RN 85 » est une ancienne route nationale française reliant autrefois Bourgoin-Jallieu, en se détachant de la RN 6, pour se terminer à Golfe-Juan (d'où son nom de « route Napoléon » entre Grenoble et cette dernière ville). Cette route, requalifiée en RD1085, longe la partie septentrionale du territoire de Renage en limite avec la commune de Rives.
Le bourg de Renage est traversé par la RD45 qui relie la commune de Rives (Gare) à la commune de Tullins (quartier de Fures) en empruntant les gorges de la Fure. La RD45d par détachement de cette dernière route permet de relier le centre ville de Rives.

#### Transport
La commune est desservie par plusieurs lignes de bus du réseau des transports du Pays voironnais, dont la ligne no 10 qui permet de relier le centre de Renage et ses principaux hameaux à la gare de Rives.
La gare ferroviaire la plus proche est la gare de Rives, desservie par des trains TER Auvergne-Rhône-Alpes.

## Toponymie
La paroisse se dénommait Renatico au XIe siècle, puis Renagii au XVe siècle.
Selon André Planck, auteur du livre L'origine du nom des communes du département de l'Isère, le nom de Renage pourrait correspondre à une altération du mot gaulois Renos qui signifie « rivière ». Le bourg ancien domine effectivement la Fure, un torrent, à l'origine de gorges encaissées en aval du village.

## Urbanisme

### Typologie
Au 1er janvier 2024, Renage est catégorisée ceinture urbaine, selon la nouvelle grille communale de densité à sept niveaux définie par l'Insee en 2022.
Elle appartient à l'unité urbaine de Voiron, une agglomération intra-départementale regroupant 15  communes, dont elle est une commune de la banlieue,,. Par ailleurs la commune fait partie de l'aire d'attraction de Grenoble, dont elle est une commune de la couronne,. Cette aire, qui regroupe 204 communes, est catégorisée dans les aires de 700 000 habitants ou plus (hors Paris),.

### Occupation des sols
L'occupation des sols de la commune, telle qu'elle ressort de la base de données européenne d’occupation biophysique des sols Corine Land Cover (CLC), est marquée par l'importance des territoires artificialisés (40,6 % en 2018), en augmentation par rapport à 1990 (29,8 %). La répartition détaillée en 2018 est la suivante : 
zones agricoles hétérogènes (35,8 %), zones urbanisées (28,3 %), forêts (23 %), zones industrielles ou commerciales et réseaux de communication (9,2 %), espaces verts artificialisés, non agricoles (3 %), prairies (0,7 %). L'évolution de l’occupation des sols de la commune et de ses infrastructures peut être observée sur les différentes représentations cartographiques du territoire : la carte de Cassini (XVIIIe siècle), la carte d'état-major (1820-1866) et les cartes ou photos aériennes de l'IGN pour la période actuelle (1950 à aujourd'hui).

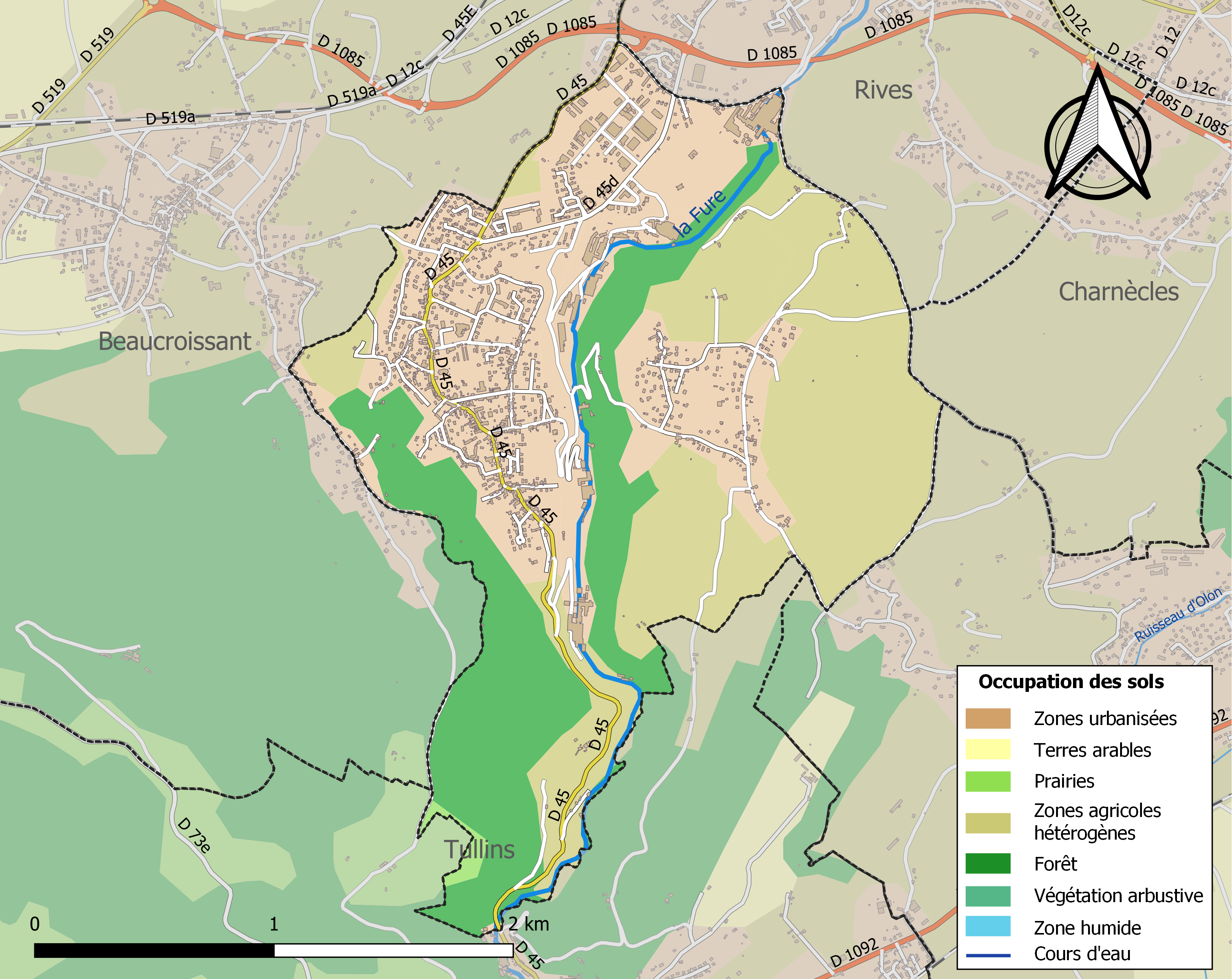
Carte des infrastructures et de l'occupation des sols de la commune en 2018 (CLC).

### Hameaux, lieux-dits et écarts
Voici, ci-dessous, la liste la plus complète possible des divers hameaux, quartiers et lieux-dits résidentiels urbains comme ruraux qui composent le territoire de la commune de Renage, présentés selon les références toponymiques fournies par le site Géoportail de l'Institut géographique national.
| - le Plan - les Prairies - Château Allivet - la Croze - le Verdon - le Garin - le Fay | - la Rua - Criel - la Charrière - Clos Raphaël - les Bruyères - le Marais Fleury - la Guillonière | - le Dupas - le Bandoz - les Quatre Chemins - le Bois - le Bonnat - la Bergère - les Arronds |

### Risques naturels et technologiques

#### Risques sismiques
L'ensemble du territoire de la commune de Renage est situé en zone de sismicité no 3 (sur une échelle de 1 à 5), comme la plupart des communes de son secteur géographique, mais non loin de la zone no 4 qui s'étend plus à l'est.
| Type de zone | Niveau            | Définitions (bâtiment à risque normal) |
| ------------ | ----------------- | -------------------------------------- |
| Zone 3       | Sismicité modérée | accélération = 1,1 m/s2                |

## Histoire

### Préhistoire et Antiquité
Durant l'Antiquité, la région de Rives est peuplée par les Allobroges, un peuple gaulois dont le territoire était situé entre l'Isère, le Rhône et les Alpes du Nord. À partir de -121, ce territoire, nommé Allobrogie, est intégré dans la province romaine du Viennois avec pour capitale la cité de Vienne qui était aussi le siège de l’ancien diocèse romain de Vienne. Ainsi, et jusqu'au Haut Moyen Âge, le territoire communal fait partie du Viennois.

### Moyen Âge et Temps modernes
Longtemps, simple hameau de Beaucroissant avec les quartiers actuels de la Croze et de Maubec, Renage est intimement liée à la Fure, cette rivière exploitée dès le XIVe siècle pour ses chutes d'eau successives, entraînant des martinets de forge puis de papeterie, puis les roues des usines de soierie.

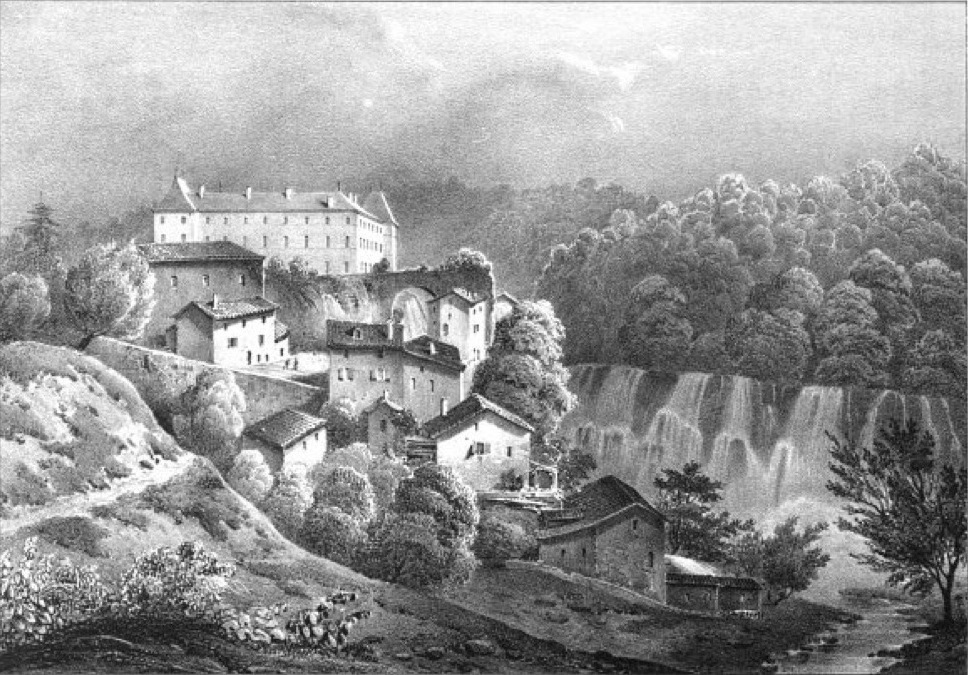
Alivet et le vallon du Furon au XIXe siècle, par Victor Cassien (1808 - 1893).

### Époque contemporaine
Un expansion industrielle se met en place au milieu du XIXe siècle.
En 1835, J.D. Court, élève de Canson, fonde une papeterie dans la vallée de la Fure, produisant environ 500 kg. par jour. En 1876, la Société Anonyme de la Papeterie de Renage acquiert l'usine, gérée par M. Bruel Père jusqu'en 1900, puis ses trois fils. Elle compte 300 ouvriers en 1887. Ne se sentant pas en mesure de conserver l'aura commerciale des productions de qualité de la papeterie, les Bruel cèdent la Papeterie en 1913 à Denis-Auguste Dumarest, docteur en médecine (entré dans le capital dès 1878) et à son gendre Henri Thouvard. Se dégageant de contrats commerciaux désastreux, notamment grâce à la guerre (loi Falliot), la nouvelle direction s'adjuge le marché des cartes du service géographique de l'Armée de 1914 à 1918 (2,442 tonnes). L'usine prospère.
En 1930, elle ouvre une centrale hydroélectrique à Petite-Hurtière puis en 1949 à Grand-Hurtière. La papeterie fabriquera le papier de billets de banque de la France et du Maroc après 1945. L'affaire traverse les crises cycliques de cette industrie tant que les propriétaires auront eu la capacité d'épargner pour traverser les périodes difficiles. La présidence V. Giscard entraînera la disparition en à peine plus d'un septennat de presque toutes les affaires familiales multiséculaires françaises, du seul fait de la pression fiscale qui pour la première fois depuis deux siècles, avait empêché la constitution de leur indispensable épargne[réf. nécessaire].

## Politique et administration

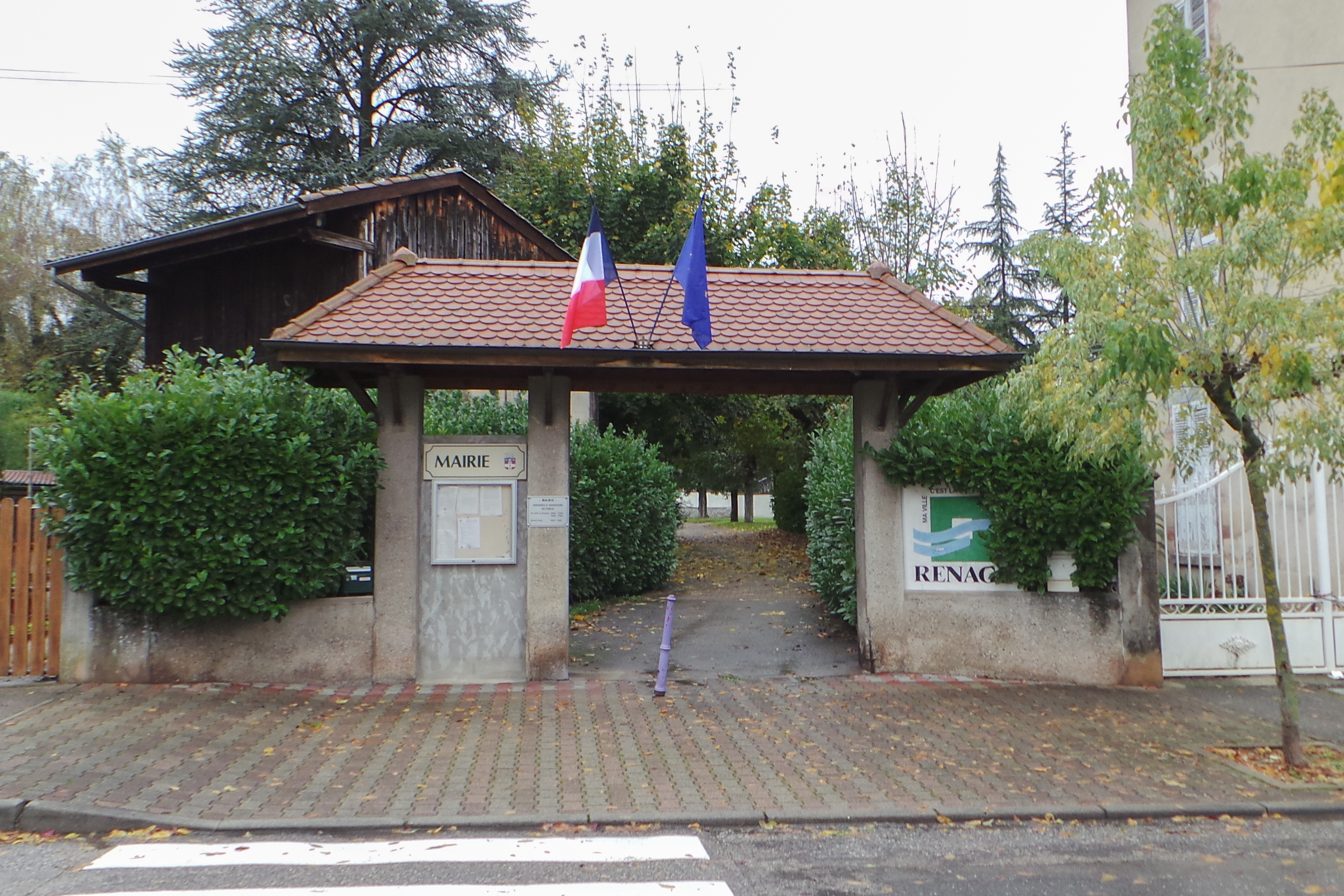
Entrée du site de la mairie

### Administration municipale
D'une population communale fixée entre 3500 et 5 000 habitants, en 2014, le conseil municipal de Renage est composé de vingt sept membres, dont une maire, sept adjoints au maire et dix neuf conseillers municipaux.

## Population et société

### Démographie
L'évolution du nombre d'habitants est connue à travers les recensements de la population effectués dans la commune depuis 1793. Pour les communes de moins de 10 000 habitants, une enquête de recensement portant sur toute la population est réalisée tous les cinq ans, les populations de référence des années intermédiaires étant quant à elles estimées par interpolation ou extrapolation. Pour la commune, le premier recensement exhaustif entrant dans le cadre du nouveau dispositif a été réalisé en 2007.

En 2022, la commune comptait 3 361 habitants, en évolution de −4,84 % par rapport à 2016 (Isère : +3,07 %, France hors Mayotte : +2,11 %).
| 1793  | 1800  | 1806  | 1821  | 1831  | 1836  | 1841  | 1846  | 1851  |
| ----- | ----- | ----- | ----- | ----- | ----- | ----- | ----- | ----- |
| 1 049 | 1 122 | 1 146 | 1 094 | 1 204 | 1 363 | 1 494 | 1 590 | 1 630 |

| 1856  | 1861  | 1866  | 1872  | 1876  | 1881  | 1886  | 1891  | 1896  |
| ----- | ----- | ----- | ----- | ----- | ----- | ----- | ----- | ----- |
| 1 605 | 1 700 | 1 870 | 1 830 | 1 860 | 2 173 | 2 326 | 2 330 | 2 277 |

| 1901  | 1906  | 1911  | 1921  | 1926  | 1931  | 1936  | 1946  | 1954  |
| ----- | ----- | ----- | ----- | ----- | ----- | ----- | ----- | ----- |
| 2 305 | 2 507 | 2 511 | 2 393 | 2 651 | 2 468 | 2 148 | 2 004 | 2 314 |

| 1962  | 1968  | 1975  | 1982  | 1990  | 1999  | 2006  | 2007  | 2012  |
| ----- | ----- | ----- | ----- | ----- | ----- | ----- | ----- | ----- |
| 2 708 | 3 037 | 3 093 | 3 154 | 3 318 | 3 332 | 3 601 | 3 641 | 3 647 |

| 2017  | 2022  | - | - | - | - | - | - | - |
| ----- | ----- | - | - | - | - | - | - | - |
| 3 507 | 3 361 | - | - | - | - | - | - | - |

### Enseignement
Rattachée à l'académie de Grenoble, la commune compte un établissement scolaire publique, l'école maternelle François Dolto et l'école élémentaire Aimé Brochier, située dans le centre du bourg.

### Équipements culturel et sportif
Sur le plan culturel, la ville gère la médiathèque municipale Paul Eluard.

### Sécurité
Renage héberge sur son territoire une brigade de gendarmerie nationale comprenant, en 2017, un effectif de 42 militaires et ayant dix-sept villes du secteur totalisant 45 000 habitants sous sa juridiction.

### Cultes

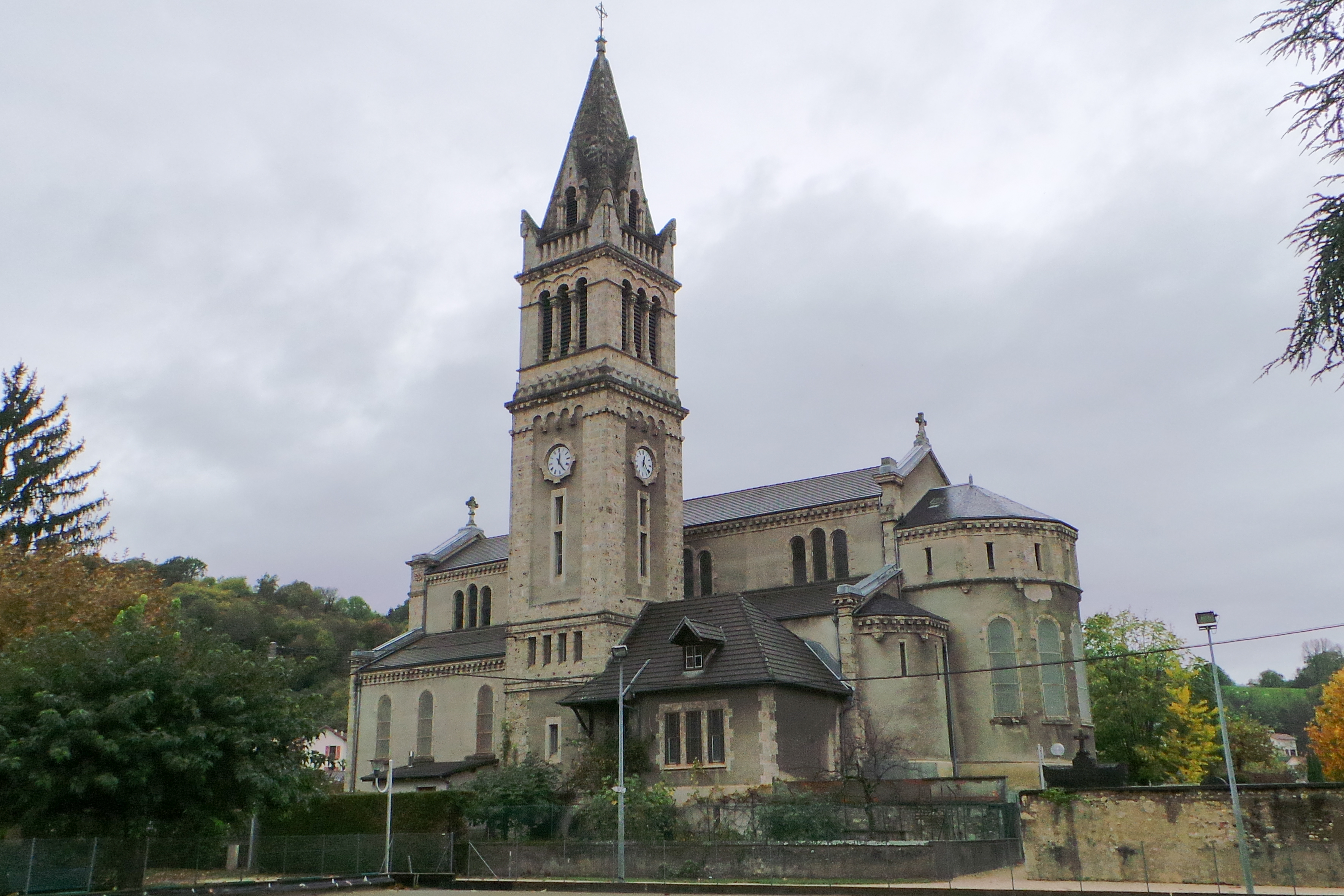
Église Saint-Pierre de Renage

La communauté catholique et l'église Saint-Pierre de Renage (propriété de la commune) dépendent de la paroisse de La Sainte-Croix qui comprend quatre autres clochers. Cette paroisse est elle-même rattachée au diocèse de Grenoble-Vienne.

### Médias
Le quotidien régional Le Dauphiné libéré, dans son édition locale Chartreuse et Sud-Grésivaudan, ainsi que l’hebdomadaire Les Affiches de Grenoble et du Dauphiné, relatent les informations locales.
La commune est située sur l'aire de diffusion de radio Ici Isère, une radio publique qui émet sur tout le territoire du département de l'Isère.
La commune est en outre dans le bassin d’émission des chaînes de télévision France 3 Alpes (France 3 Grenoble) et de téléGrenoble Isère, ainsi que de la radio locale France Bleu Isère.

## Économie
Parmi les anciens sites industriels de Renage, trois sont encore en activité :
- le Gua et son importante usine de papiers fins et spéciaux (ArjoBex) ;
- Alivet et son entreprise tournée vers le matériel de restauration collective (Socamel);
- le site des Forges (taillanderie et piquets de clôture).

Cette activité traditionnelle se complète par une importante zone d'activités très diversifiée et une petite rue commerçante située dans le bourg.
Renage est une des communes d'un secteur de vignobles pouvant revendiquer le label IGP « Coteaux-du-grésivaudan », comme la plupart des communes de la moyenne vallée de l'Isère (Grésivaudan et cluse de Voreppe).

## Culture et patrimoine

### Lieux et monuments

#### La Grande Fabrique
La Chapelle-pont, site de la Grande Fabrique, labellisée Patrimoine en Isère. Les façades et toitures de la chapelle sont inscrites au titre des monuments historiques par l'arrêté du 16 mars 2016.
Le 11 septembre 1914, une puis deux ambulances militaires furent installées (une à l'usine, l'autre de 21 lits à l'école des Frères expulsés de Renage), accueillant 854 hommes (plus de 700 blessés et de 200 malades), sous la responsabilité du Docteur Denis-Auguste Dumarest (1848-1929). Aucun décès n'est à déplorer. Aucune récompense n'est délivrée. On expérimente des injections sous-cutanées d'oxygène gazeux. 

#### Le château d'Alivet
Construit en 1848, en lieu et place d'une ancienne maison forte disparue, le château d'Alivet est situé au nord-est du territoire, près de la Fure, présente un décor intérieur remarquable ; son parc du XVIIIe siècle a été réaménagé au XIXe siècle. Il est inscrit au titre des monuments historiques par arrêté du 25 septembre 1995.

#### Les autres bâtiments et sites
- L'église paroissiale Saint-Pierre-de-Vérone de Renage du XIXe siècle[35].
- Le monument aux morts communal.
- Des demeures anciennes qui datent de XVIIe au XIXe siècle[35].

Quelques photos de la commune de Renage
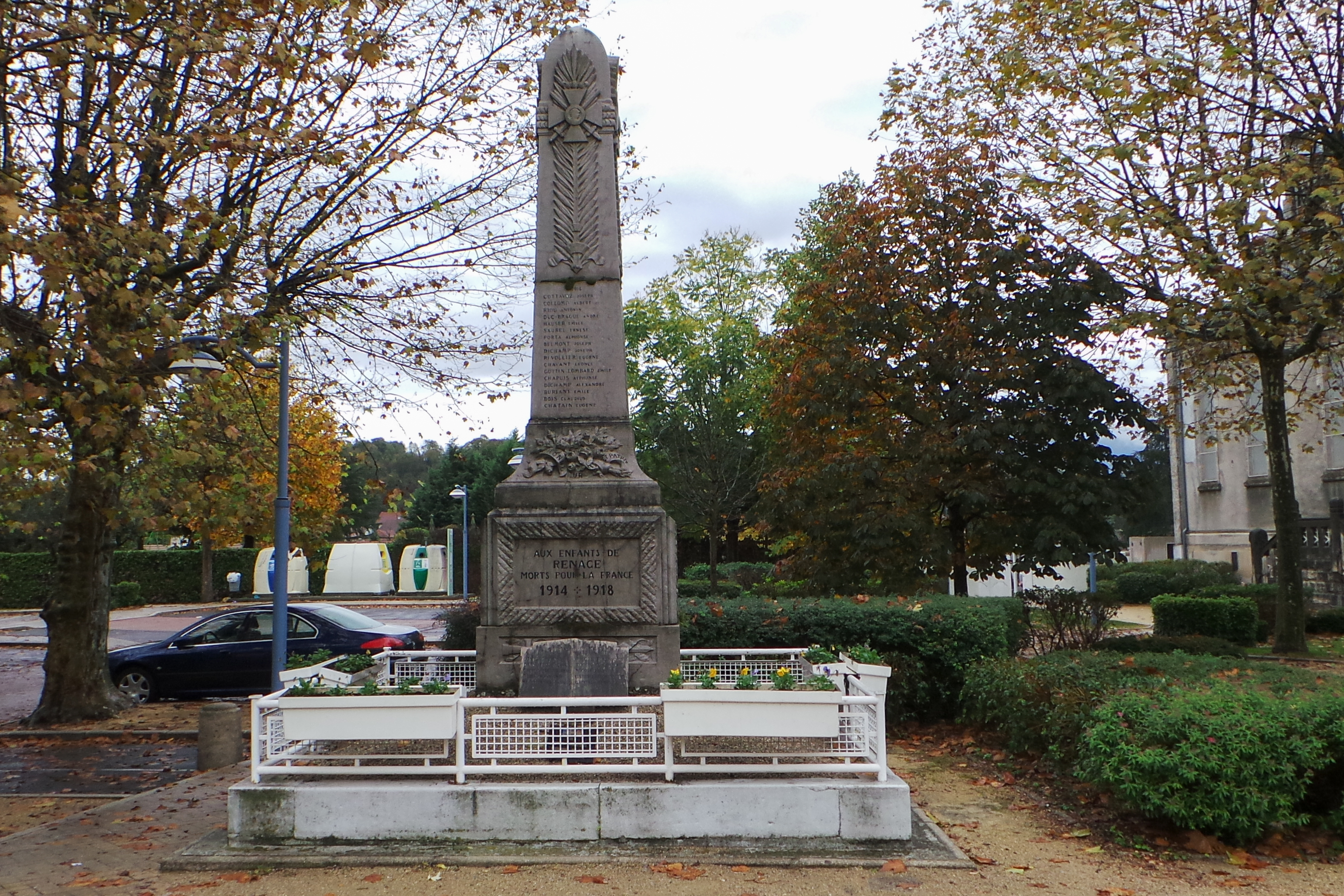
Monument aux morts
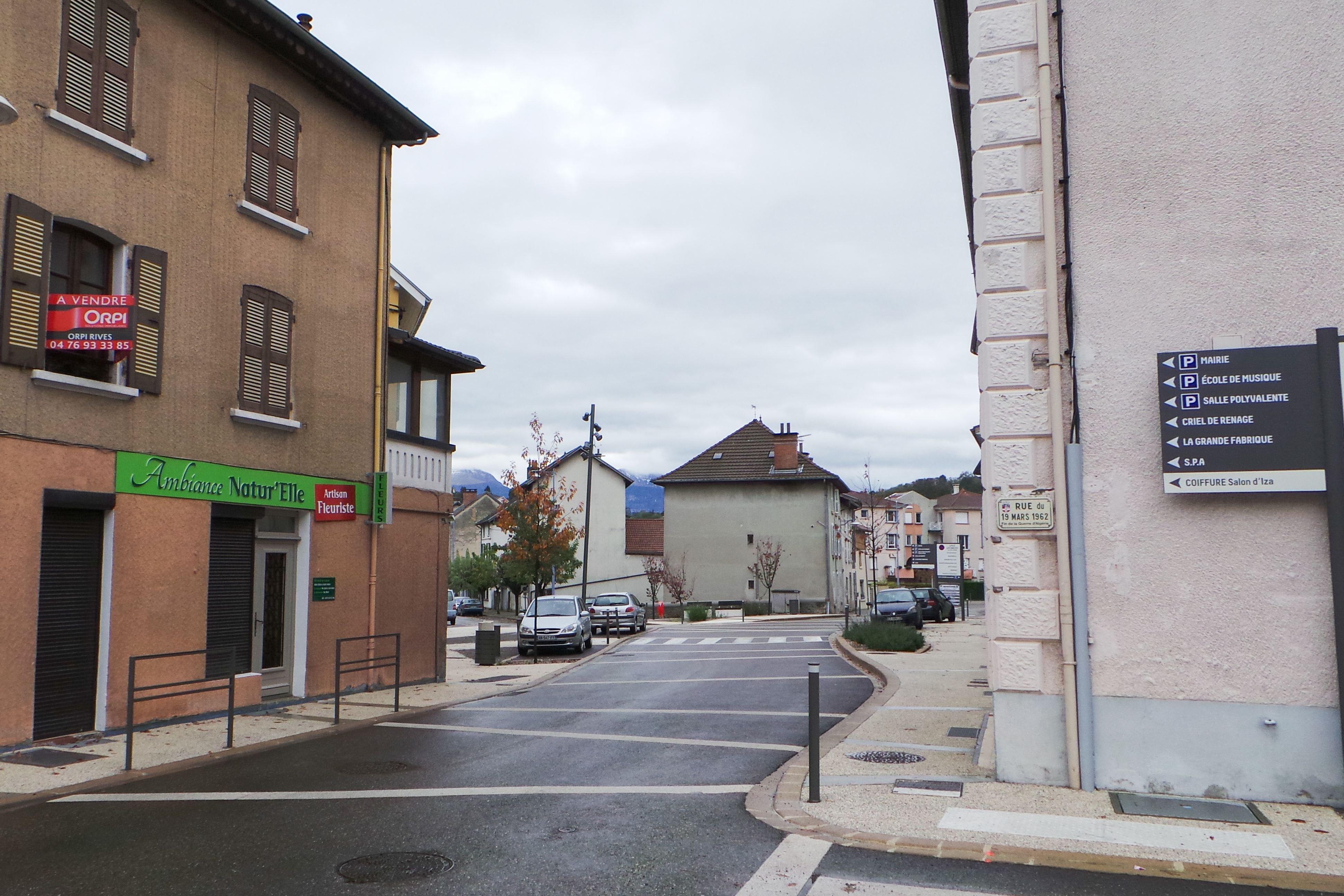
le centre du village (rue de la République)
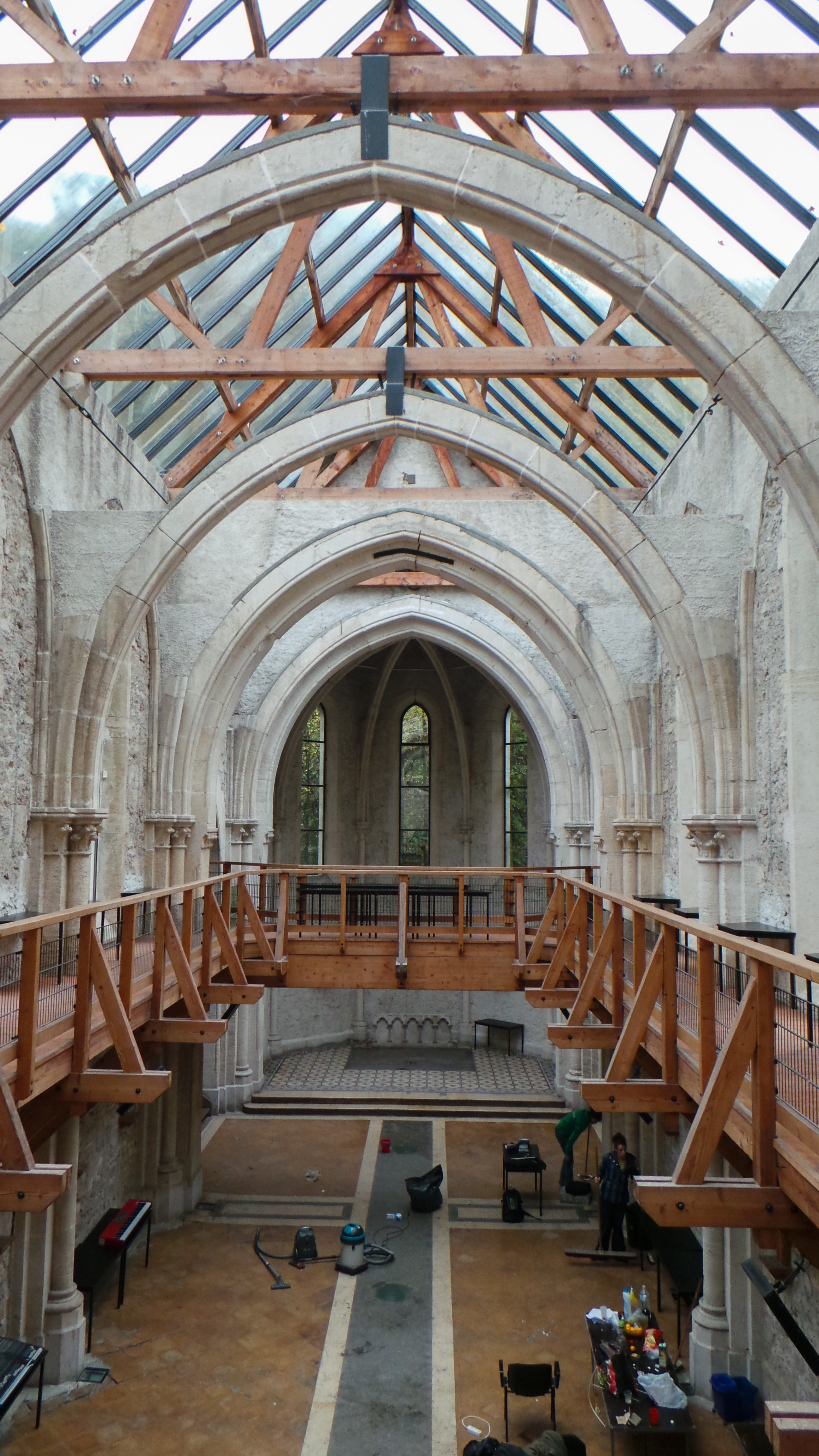
La chapelle de la Grande Fabrique
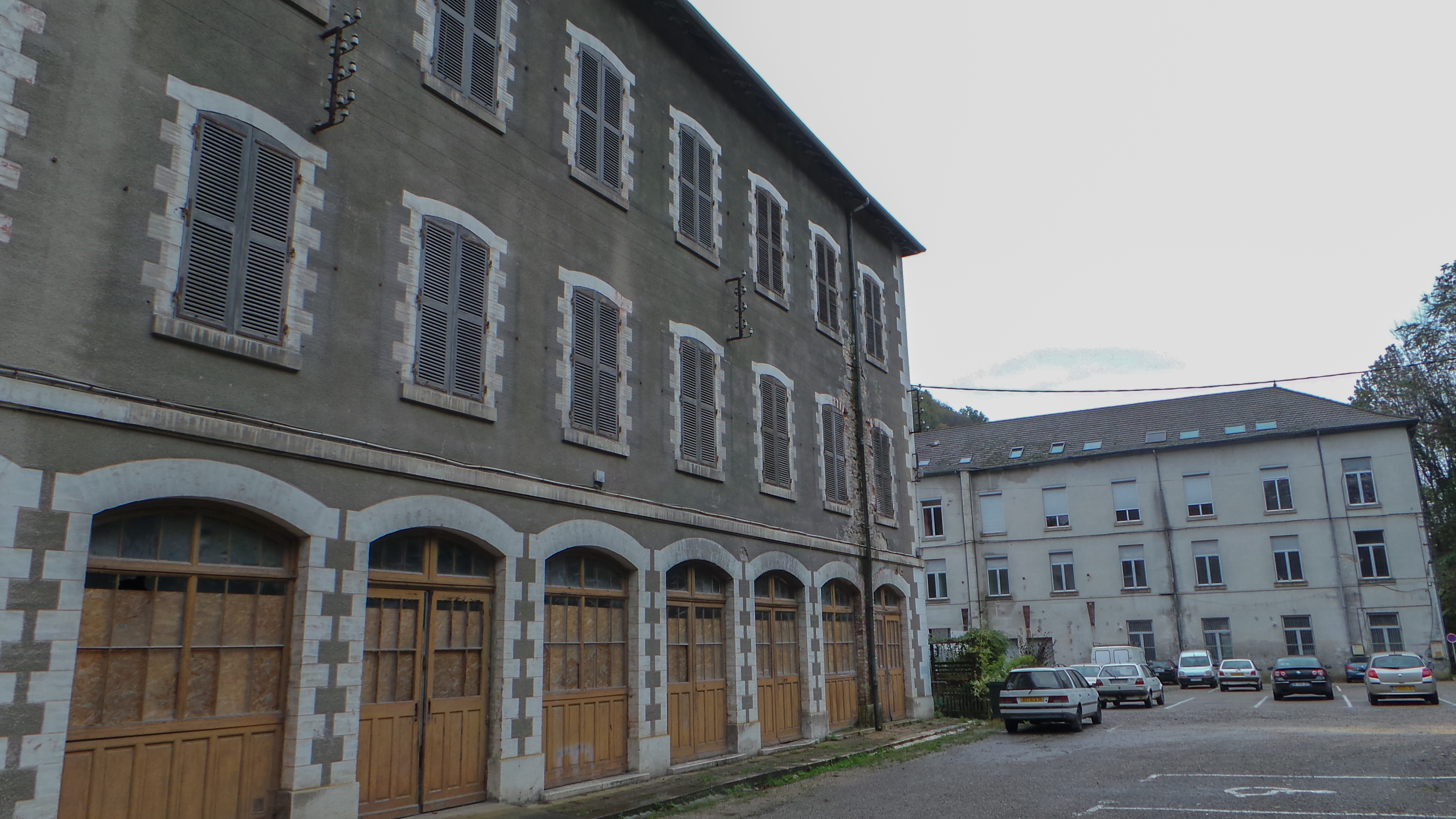
La Grande Fabrique. Maison Faller
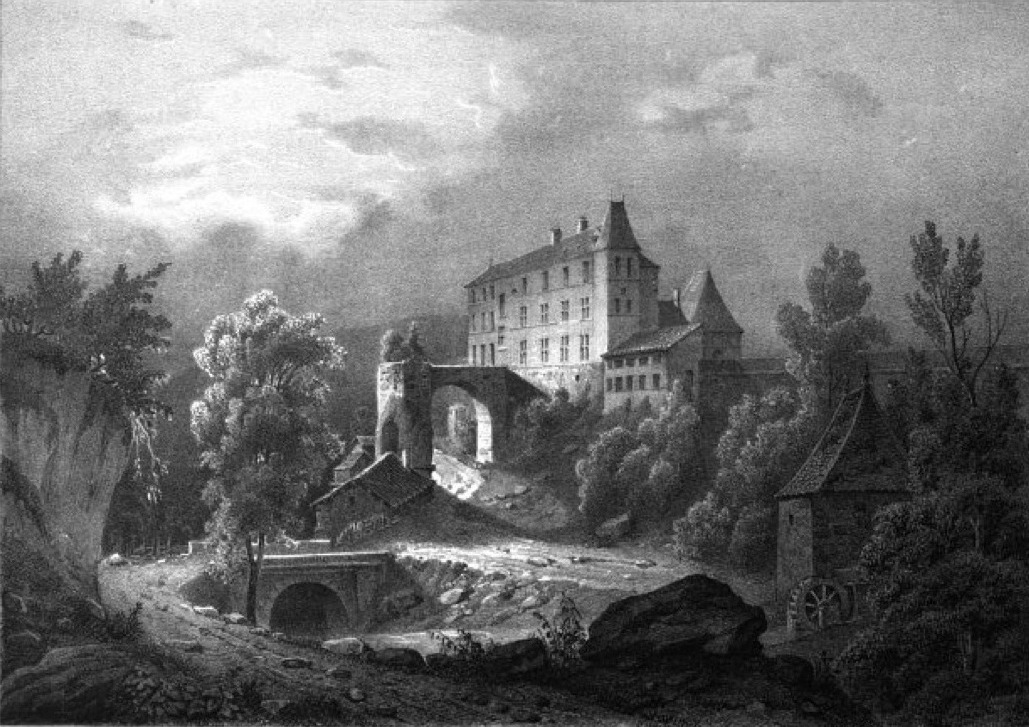
Le château d'Alivet, illustré par Victor Cassien (1808 - 1893), où vécut Henry Baboin (1839 - 1910).
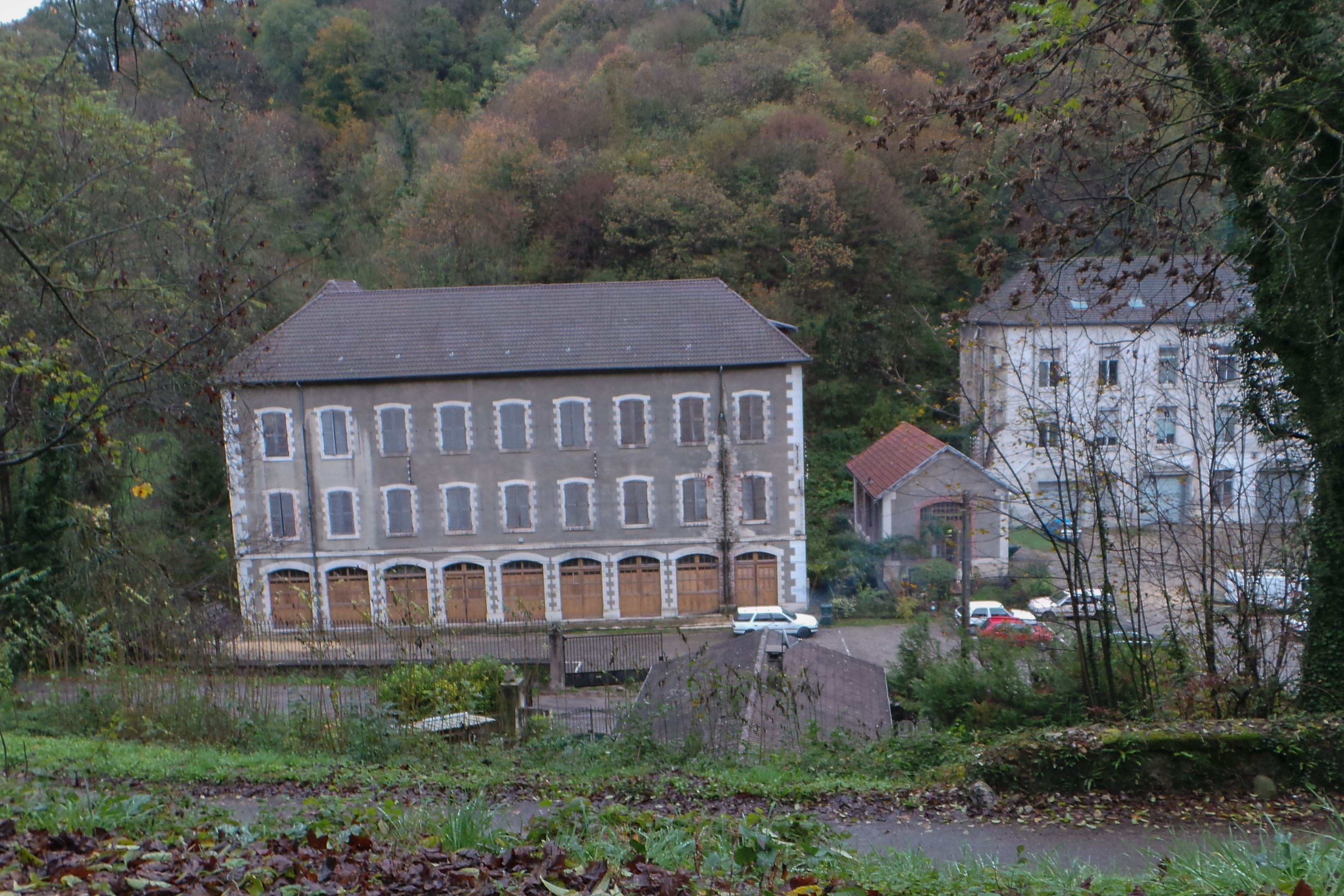
Maison Faler
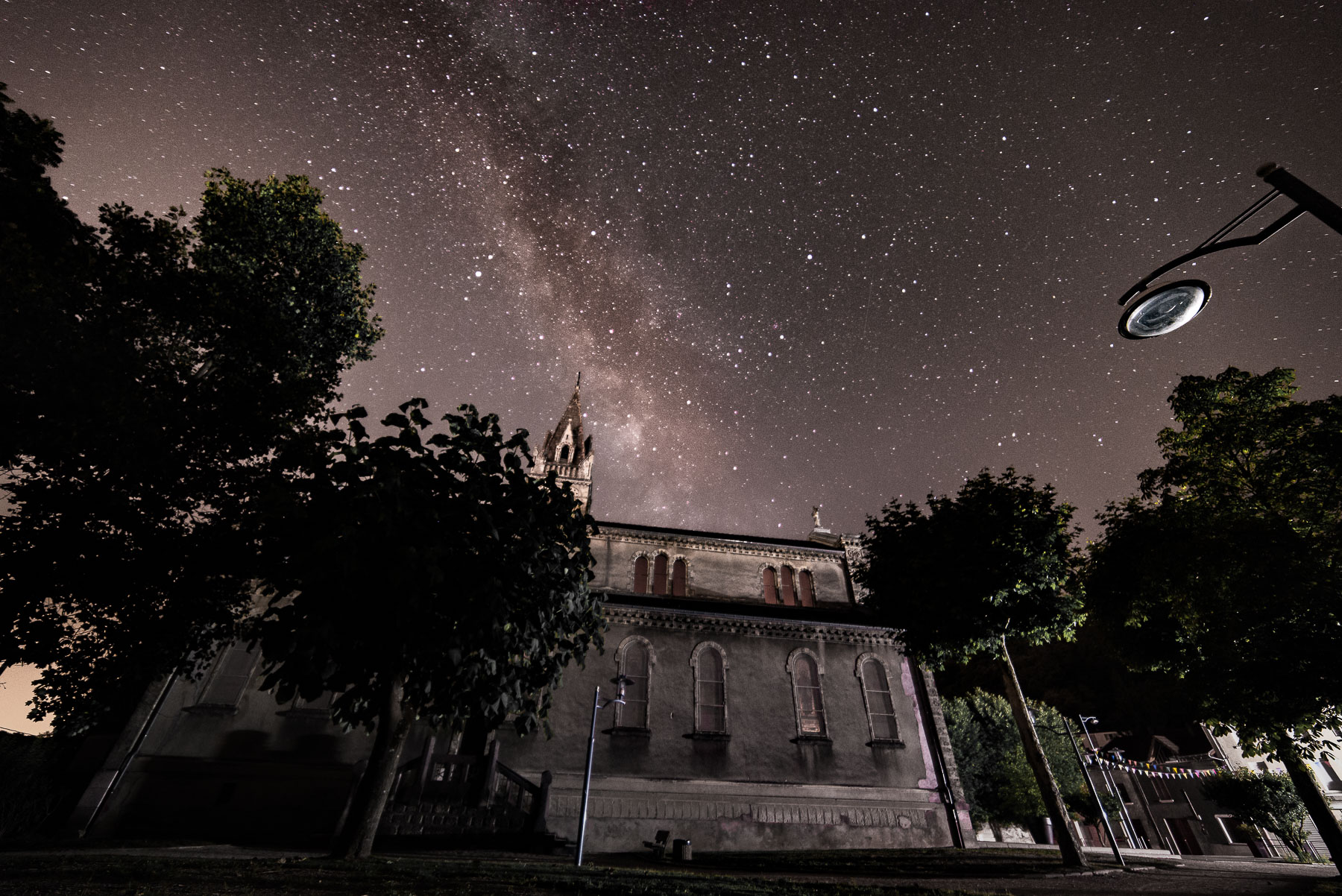
l'église de la commune sous une pluie d'étoiles.

### Personnalités liées à la commune
- Henry Baboin, député de l'Isère en 1869, soyeux, propriétaire du château d'Alivet à Renage.
- Henri Thouvard (1874-1957), industriel. Natif de Barraux (Isère). Commandeur de Saint Grégoire le Grand. Il parvient à prendre progressivement le contrôle complet de la papeterie de Renage. Ardent catholique, il défend l'Église lors des attaques antichrétiennes du début du XXe siècle, organisant avec Louis Bonnet-Eymard des manifestations de plusieurs dizaines de milliers de personnes, mettant en émoi la préfecture et ses commettants. Il défend ardemment les Chartreux, qui ont imprudemment refusé l'accommodement affairiste du gendre du ministre républicain (sur le brevet de la liqueur). C'est un adversaire permanent de Léon Perrier, franc-maçon président inamovible du Conseil Général de l'Isère. Dirigeant du syndicat des papetiers du Sud-Ouest, il intervient à ce titre dans le sauvetage en 1926 de l'École Française du Papier en lui faisant adopter un statut de SA. Son usine a notamment produit le papier des billets de banque du royaume chérifien. Patron social, imposant le repos dominical, il est combattu à ce titre. Auteur de mémoires restés à l'état de manuscrit.  Il dirige le syndicat professionnel de l'industrie papetière du Sud-Est (75 usines, 10,000 salariés, 130,000 tonnes). Il s'oppose au transfert de l'École de Papeterie de Grenoble à Paris. Il refuse par deux fois la Légion d'Honneur. Il prête son concours à toutes les opérations immobilières de l'évêché de Grenoble (maisons de retraite pour employés, employées, prêtres âgés, foyers pour étudiantes, écoles libres, économats, presse quotidienne conservatrice et catholique)[37],[38]. Époux de Denise Dumarest, fille d'un médecin originaire d'Hauteville-Lompnès (Ain).

### Héraldique
| Blason de Renage | Blason  | De gueules à la croix d'argent chargée de trois molettes d'éperon de sable en pal, au chef cousu d'azur chargé d'un livre ouvert adextré de deux martinets de forge passées en sautoir et senestré de deux navettes de tisserand passées en sautoir, le tout aussi d'argent. |
| Blason de Renage | Détails | Le statut officiel du blason reste à déterminer. |